# Boyz II Men
I Boyz II Men sono un gruppo vocale Soul-R&B statunitense attivo dal 1991.

## Storia del gruppo
La storia dei Boyz II Men inizia nella prestigiosa Philadelphia High School For Creative And Performing Arts, quando Nathan "Alex Vanderpool" Morris (nato il 18 giugno 1971) e Marc Nelson, figlio della nota cantante Phyllis Nelson, insieme a Wanya "Squirt" Morris (nato il 29 luglio 1973), Shawn "Slim" Stockman (26 settembre 1972) e Michael "Bass" McCary (16 febbraio 1972) uniscono le loro voci e formano, nel 1988 gli Unique Attraction, ispirandosi alla musica soul degli anni 1960.
Nel 1989 l'incontro fortunato con Michael Bivins dei New Edition porta il gruppo a stipulare un contratto discografico con la Motown Records, nello stesso anno Marc Nelson lascia il gruppo. La nuova formazione, col nuovo nome di Boyz II Men, nel 1991 pubblica il singolo Motownphilly, seguito dall'album di debutto Cooleyhigharmony, che vende oltre 9 milioni di copie, e frutta un Grammy Award come miglior gruppo R&B.
Nel 1992 esce End of the Road, canzone soul presente nella colonna sonora del film Boomerang di Eddie Murphy. Il disco si piazza al primo posto dei singoli più venduti, e vi rimane per 13 settimane, spodestando Elvis Presley dal record di singolo con più settimane al numero uno. Il 1993 è l'anno di Christmas Interpretation. Babyface, autore di End of the Road, firma altri successi del gruppo, come I'll Make Love to You e Water Runs Dry, contenuti nell'album II uscito nel 1994 e venduto in 12 milioni di copie.
Il 1995 è un anno fortunato: il celebre duetto One Sweet Day con Mariah Carey è stato il singolo con più settimane alla numero uno in America (16 settimane) fino a luglio 2019 dove è stato superato da Lil Nas X con il singolo Old Town Road (19 settimane) e inoltre anche un tributo a Michael Jackson ai Soul Train del 1995 con la partecipazione di Michael stesso nella celebre "We Are the World". Nel 1996 il gruppo canta l'inno nazionale statunitense alla cerimonia di chiusura dei Giochi della XXVI Olimpiade di Atlanta. Nel 1997 esce Evolution, album che segna una svolta nel sound del gruppo, più maturo e sofisticato, come prova il singolo Song for Mama, canzone raffinata scritta da Babyface, che vende 7 milioni di copie. Nello stesso anno i Boyz II Men si esibiscono per papa Giovanni Paolo II durante una sua visita negli Stati Uniti. Collaborano inoltre alla colonna sonora de Il principe d'Egitto cantando I Will Get There.
Nel 2000 esce Nathan Michael Shawn Wanya, mentre il Greatest Hits è datato 2001. Nel 2002 sotto l'Arista Records esce Full Cicle, che contiene Relax Your Mind, cantato con Faith Evans, Ain't Thang Wrong, cantata col rapper Rob Jackson, e Color of Love scritta da Babyface. Successivamente Michael McCary lascia per motivi di salute il gruppo, che nel 2004 pubblica Throwback vol.1, album cover di canzoni soul/R&B anni 1970, mentre l'ultimo album risale al 2005, con Winter Reflection (solo nel 2016 McCary rivelerà di avere la sclerosi multipla).
Nell'aprile 2007 duettano con il cantante canadese Michael Bublé in "Comin' Home Baby". Il 13 novembre dello stesso anno viene pubblicato il nuovo album "Motown: Hitsville USA" dedicato ai grandi successi dell'etichetta black americana di cui sono ospiti Patti LaBelle e Brian McKnight.
Nel 2009 hanno eseguito un remake della sigla d'apertura della serie televisiva Psych,"I Know You Know".
Nel novembre del 2009, per la Decca, hanno pubblicato l'album di cover Love.
Nel 2011 appaiono nel film Never Say Never su Justin Bieber e duettano con quest'ultimo nella canzone "Fa La La", contenuta nell'album di Bieber Under the Mistletoe.

## Formazione

### Formazione attuale
- Wanya Morris (1991-)
- Nathan Morris (1991-)
- Shawn Stockman (1991-)

### Ex componenti
- Michael McCary (1991-2002)

## Discografia

### Album in studio
- 1991 – Cooleyhighharmony - (Motown Records)
- 1994 – II - (Motown Records)
- 1997 – Evolution - (Motown Records)
- 2000 – Nathan Michael Shawn Wanya - (Motown Records)
- 2002 – Full Circle - (Arista Records)
- 2004 – Throwback, Vol. 1 - (MSM / Koch Records)
- 2006 – The Remedy (Boyz II Men) - (MSM / Koch Records)
- 2007 – Motown: A Journey Through Hitsville USA - (Decca / Universal Music Group)
- 2009 – Love - (Decca)
- 2011 – Twenty - (MSM / Benchmark)
- 2014 – Collide

### Raccolte
- 1993 – Christmas Interpretations - (Motown Records)
- 1995 – The Remix Collection - (Motown Records)
- 1999 – The Ballad Collection - (Motown Records)
- 2001 – Legacy: The Greatest Hits Collection - (Motown Records)
- 2003 – The Best of Boyz II Men - (Motown Records)
- 2005 – Winter/Reflections - (MSM / Urban World Records)
- 2015 – Soul Elite: Best of Boyz II Men

## Filmografia
- Non succede, ma se succede... (Long Shot), regia di Jonathan Levine (2019)
- Willy, il principe di Bel-Air (The Fresh Prince of Bel-Air) - st. 4, episodio 13
- How I Met Your Mother - st. 9, episodio 14
- Addio gioventù - st. 4, episodio 7 e Lotta alle gang - st. 6, episodio 13 (Psych)